# Fackförbundet Pro
Fackförbundet Pro (på finska Ammattiliitto Pro) är ett av de största fackförbunden i Finland och STTK:s största förbund i privata sektorn. Pro är förbundet för utbildade proffs, sakkunniga och chefer, oberoende av bransch. Förbundet har ungefär 120 000 tjänstemän som medlemmar, vilka arbetar såväl i den offentliga som i den privata sektorn: inom finansiering, industri, service, ICT och kommunikation och i offentliga sektorn. 
Pro förhandlar ungefär 150 kollektiv-, arbetskollektiv- och tjänstekollektivavtal för tiotals olika branscher. Pros grunduppgift är att förbättra sina medlemmars anställningsvillkor, utkomst och utvecklingsmöjligheter. Förbundet erbjuder sina medlemmar utbildning, juridiska tjänster och arbetslivsrådgivning samt förmåner för fritiden. Pro förutser utvecklingsgången i det internationella arbetslivet och utvecklar lösningar för det finländska arbetslivet.
Förbundets ordförande är Jorma Malinen. Förbundskontoret finns i Fiskehamnen i Helsingfors. Förbundet inledde sin verksamhet i början av år 2011 då Fackförbundet Suora och Tjänstemannaunionen TU gick samman. 
Den högsta beslutande makten i förbundet innehas av representantskapet med 100 ledamöter. Representantskapet sammanträder två gånger per år och väljs vart fjärde år per sektor. Representantskapets ordförande är Kristiina Lindroos. I april 2021 hade förbundet 154 anställda. Till Fackförbundet Pro hörde i november 2021 279 föreningar.
Arbetslöshetskassan Pro har sitt kontor i Fiskehamnen i Helsingfors. Pro erbjuder lättföretagare en tjänst kallad ProSoolo. Den får man tillgång till genom att ansluta sig som företagarmedlem. Studerande ansluter sig till Pros studerandeförening, Pro-opiskelijat ry. 

## Historia
Tjänstemannaunionen TU bildades år 2001 då Industritjänstemannaförbundet i Finland (STL), Teknisten Liitto (TL), Svenska Tekniska Funktionärsförbundet i Finland (STAF) och Rakennusteknisten ammattiliitto (RAL) fusionerades. TU:s medlemsantal var då ungefär 125 000. Fackförbundet Suora bildades i sin tur år 1968 då Bankmannaförbundet (grundat 1946) och Säästöpankkialan Toimihenkilöiden Liitto (grundat 1959) gick samman. År 2006 inledde TU förberedelserna för fusion med Tjänstemannaförbundet för Specialbranscher Erto, Fackförbundet Suora som företrädde bankbranschen samt Mediaunioni, som företrädde kommunikationsbranschen. Det nya storförbundet skulle ursprungligen inleda sin verksamhet 2010, men Erto drog sig ur i maj 2009. Mediaunioni drog sig ur projektet den 18 februari 2010, men Fackförbundet Suora (med rösterna 27–19) och Tjänstemannaunionen ingick intentionsavtal i februari 2010.
Första ordförande för det nya förbundet, Fackförbundet Pro, blev TU:s ordförande Antti Rinne (2011–2014). Fackförbundet Pro växte år 2019, då Pardia, som företrädde den offentliga sektorn, fusionerades med Pro. I och med fusioneringen blev medlemsantalet ungefär 120 000 och Pros föreningar ökade med ungefär hundra. Försäkringsmannaförbundet gick samman med Pro år 2021.
Fackförbundet Pro förhandlar kollektiv-, arbetskollektiv och tjänstekollektivavtal för sina medlemmar. 

## Fackförbundet Pros företagsverksamhet
- TU-Jäsenpalvelu Oy (grundat 1977)
- Ruoholahden Metrotori Kiinteistö Oy
- Majvik Oy (grundat 1990)
- Kustavin Matkailu Oy (grundat 2009)
- Kylpylähotelli Levitunturi
- Levi Ski Resort Oy Ltd
- TU-Lomat Oy 
  - Kopparö rekreationsområde, Ekenäs
  - Tepsa rekreationsområde, Kittilä